# 圣马丹-德布雷唐库尔
圣马丹-德布雷唐库尔（法語：Saint-Martin-de-Bréthencourt，法語發音：[sɛ̃ maʁtɛ̃ də bʁetɑ̃kuʁ]）是法国伊夫林省的一个市镇，属于朗布依埃区。

## 地理
圣马丹-德布雷唐库尔（48°30'34"N, 1°55'39"E）面积16.67 平方千米，位于法国法蘭西島大區伊夫林省，该省份为法国北部内陆省份，北起瓦兹河谷省，西接厄尔省，西南接厄尔-卢瓦省，东南接埃松省，东临上塞纳省。
与圣马丹-德布雷唐库尔接壤的市镇（或旧市镇、城区）包括：阿布利、阿兰维尔、班维尔勒加亚尔、蓬泰夫拉尔、圣梅姆、松尚、科尔布勒斯。

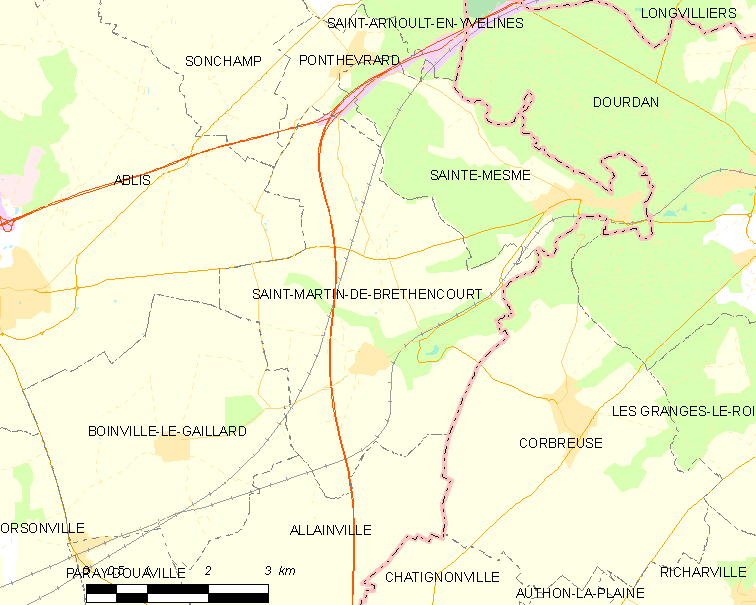
圣马丹-德布雷唐库尔的OSM定位图

圣马丹-德布雷唐库尔的时区为UTC+01:00、UTC+02:00（夏令时）。

## 行政
圣马丹-德布雷唐库尔的邮政编码为78660，INSEE市镇编码为78564。

## 政治
圣马丹-德布雷唐库尔所属的省级选区为朗布依埃县。

## 人口

1962-2008年间圣马丹-德布雷唐库尔人口变化图示

圣马丹-德布雷唐库尔于2022年1月1日时的人口数量为688人。